# Campeonato Mundial de Finn
El Campeonato Mundial de Finn (denominado en inglés Finn Gold Cup) es la máxima competición internacional de la clase de vela Finn. Se realiza anualmente desde 1956 bajo la organización de la Federación Internacional de Vela (ISAF). Este tipo de embarcación fue una clase olímpica desde los Juegos Olímpicos de Helsinki 1952 a los de Tokio 2020.

## Palmarés
| Núm.    | Año  | Sede                            | Oro                              | Plata                              | Bronce                             |
| ------- | ---- | ------------------------------- | -------------------------------- | ---------------------------------- | ---------------------------------- |
| I       | 1956 | Burnham ( Reino Unido)          | André Nelis · Bélgica            | Paul Elvstrøm Dinamarca            | Brian Roswell · Canadá             |
| II      | 1957 | Karlstad · ( Suecia)            | Jürgen Vogler RDA                | Harald Eriksen · Noruega           | André Nelis · Bélgica              |
| III     | 1958 | Zeebrugge · ( Bélgica)          | Paul Elvstrøm Dinamarca          | André Nelis · Bélgica              | Adelchi Palaschier · Italia        |
| IV      | 1959 | Hellerup ( Dinamarca)           | Paul Elvstrøm Dinamarca          | André Nelis · Bélgica              | Pierre Poullain Francia            |
| V       | 1960 | Torquay ( Reino Unido)          | Vernon Stratton Reino Unido      | André Nelis · Bélgica              | Desmond Stratton Reino Unido       |
| VI      | 1961 | Travemünde ( RFA)               | André Nelis · Bélgica            | Hans Fogh Dinamarca                | Fred Miller Estados Unidos         |
| VII     | 1962 | Tønsberg · ( Noruega)           | Arne Åkerson · Suecia            | Boris Jacobsson · Suecia           | André Nelis · Bélgica              |
| VIII    | 1963 | Medemblik · ( Países Bajos)     | Wilhelm Kuhweide RFA             | Boris Jacobsson · Suecia           | Hans Willems · Países Bajos        |
| IX      | 1964 | Torquay ( Reino Unido)          | Hubert Raudaschl · Austria       | Håkan Kellner · Suecia             | Richard Creagh-Osborne Reino Unido |
| X       | 1965 | Gdynia · ( Polonia)             | Jürgen Mier RDA                  | Bernd Dehmel RDA                   | Richard Hart Reino Unido           |
| XI      | 1966 | La Baule ( Francia)             | Wilhelm Kuhweide RFA             | Jörg Bruder · Brasil               | Bernhard Straubinger RFA           |
| XII     | 1967 | Hanko · ( Finlandia)            | Wilhelm Kuhweide RFA             | Valentin Mankin URSS               | Uwe Mares RFA                      |
| XIII    | 1968 | Whitstable ( Reino Unido)       | Henning Wind Dinamarca           | Uwe Mares RFA                      | Jörg Bruder · Brasil               |
| XIV     | 1969 | Hamilton ( Bermudas)            | Thomas Lundqvist · Suecia        | Jörg Bruder · Brasil               | Peter Barrett Estados Unidos       |
| XV      | 1970 | Cascaes ( Portugal)             | Jörg Bruder · Brasil             | Henry Sprague Estados Unidos       | Robert Andre Estados Unidos        |
| XVI     | 1971 | Toronto · ( Canadá)             | Jörg Bruder · Brasil             | Carl van Duyne Estados Unidos      | Serge Maury Francia                |
| XVII    | 1972 | Anzio · ( Italia)               | Jörg Bruder · Brasil             | John Bertrand Australia            | Lennart Gustafsson · Suecia        |
| XVIII   | 1973 | Brest ( Francia)                | Serge Maury Francia              | Magnus Olin · Suecia               | Guy Liljegren · Suecia             |
| XIX     | 1974 | Long Beach ( Estados Unidos)    | Henry Sprague Estados Unidos     | Guy Liljegren · Suecia             | Kent Carlsson · Suecia             |
| XX      | 1975 | Malmö · ( Suecia)               | Magnus Olin · Suecia             | Boudewijn Binkhorst · Países Bajos | Jonathan Farmer Nueva Zelanda      |
| XXI     | 1976 | Brisbane ( Australia)           | Christopher Law Reino Unido      | Jonathan Farmer Nueva Zelanda      | John Bertrand Australia            |
| XXII    | 1977 | Palamós ( España)               | Joaquín Blanco España            | José Luis Doreste España           | Cláudio Biekarck · Brasil          |
| XXIII   | 1978 | Manzanillo · ( México)          | John Bertrand Estados Unidos     | Joaquín Blanco España              | William Carl Buchan Estados Unidos |
| XXIV    | 1979 | Weymouth ( Reino Unido)         | Cameron Lewis Estados Unidos     | John Bertrand Estados Unidos       | Mark Neeleman · Países Bajos       |
| XXV     | 1980 | Auckland ( Nueva Zelanda)       | Cameron Lewis Estados Unidos     | John Bertrand Estados Unidos       | Lawrence Lemieux · Canadá          |
| XXVI    | 1981 | Grömitz ( RFA)                  | Wolfgang Gerz RFA                | Lasse Hjortnæs Dinamarca           | Mirosław Rychcik · Polonia         |
| XXVII   | 1982 | Medemblik · ( Países Bajos)     | Lasse Hjortnæs Dinamarca         | Henryk Blaszka · Polonia           | Buzz Reynolds Estados Unidos       |
| XXVIII  | 1983 | Milwaukee ( Estados Unidos)     | Paul Van Cleve Estados Unidos    | Wolfgang Gerz RFA                  | Mark Neeleman · Países Bajos       |
| XXIX    | 1984 | Anzio · ( Italia)               | Lasse Hjortnæs Dinamarca         | Terence Neilson · Canadá           | Jørgen Lindhardtsen Dinamarca      |
| XXX     | 1985 | Marstrand · ( Suecia)           | Lasse Hjortnæs Dinamarca         | Oleg Jopiorski URSS                | Ingvar Bengtsson · Suecia          |
| XXXI    | 1986 | El Arenal · ( España)           | Stig Westergaard Dinamarca       | Brian Ledbetter Estados Unidos     | José Luis Doreste · España         |
| XXXII   | 1987 | Kiel ( RFA)                     | José Luis Doreste · España       | Lasse Hjortnæs Dinamarca           | Brian Ledbetter Estados Unidos     |
| XXXIII  | 1988 | Ilhabela · ( Brasil)            | Thomas Schmid RFA                | Roy Heiner · Países Bajos          | Gordon Anderson · Canadá           |
| XXXIV   | 1989 | Alassio · ( Italia)             | Stig Westergaard Dinamarca       | Eric Mergenthaler · México         | Oleg Jopiorski URSS                |
| XXXV    | 1990 | Porto Carras · ( Grecia)        | Hank Lammens · Canadá            | Lawrence Lemieux · Canadá          | Eric Mergenthaler · México         |
| XXXVI   | 1991 | Kingston · ( Canadá)            | Hank Lammens · Canadá            | Brian Ledbetter Estados Unidos     | Oleg Jopiorski URSS                |
| XXXVII  | 1992 | Cádiz · ( España)               | Eric Mergenthaler · México       | Glenn Bourke Australia             | Hans Spitzauer · Austria           |
| XXXVIII | 1993 | Bangor ( Reino Unido)           | Philippe Presti Francia          | Fredrik Lööf · Suecia              | Richard Clarke · Canadá            |
| XXXIX   | 1994 | Pärnu ( Estonia)                | Fredrik Lööf · Suecia            | Hank Lammens · Canadá              | José María van der Ploeg · España  |
| XL      | 1995 | Melbourne ( Australia)          | Hans Spitzauer · Austria         | Fredrik Lööf · Suecia              | Philippe Presti Francia            |
| XLI     | 1996 | La Rochelle ( Francia)          | Philippe Presti Francia          | Hans Spitzauer · Austria           | Fredrik Lööf · Suecia              |
| XLII    | 1997 | Gdánsk · ( Polonia)             | Fredrik Lööf · Suecia            | Luca Devoti · Italia               | Xavier Rohart Francia              |
| XLIII   | 1998 | Atenas · ( Grecia)              | Mateusz Kusznierewicz · Polonia  | Fredrik Lööf · Suecia              | Xavier Rohart Francia              |
| XLIV    | 1999 | Melbourne ( Australia)          | Fredrik Lööf · Suecia            | Mateusz Kusznierewicz · Polonia    | Richard Clarke · Canadá            |
| XLV     | 2000 | Weymouth ( Reino Unido)         | Mateusz Kusznierewicz · Polonia  | Sébastien Godefroid · Bélgica      | Emilios Papathanasíu · Grecia      |
| XLVI    | 2001 | Marblehead ( Estados Unidos)    | Sébastien Godefroid · Bélgica    | Mateusz Kusznierewicz · Polonia    | Emilios Papathanasíu · Grecia      |
| XLVII   | 2002 | Atenas · ( Grecia)              | Ben Ainslie Reino Unido          | Mateusz Kusznierewicz · Polonia    | Emilios Papathanasíu · Grecia      |
| XLVIII  | 2003 | Cádiz · ( España)               | Ben Ainslie Reino Unido          | Rafael Trujillo · España           | Andrew Simpson Reino Unido         |
| XLIX    | 2004 | Río de Janeiro · ( Brasil)      | Ben Ainslie Reino Unido          | Richard Clarke · Canadá            | David Burrows Irlanda              |
| L       | 2005 | Moscú · ( Rusia)                | Ben Ainslie Reino Unido          | Emilios Papathanasíu · Grecia      | Christopher Cook · Canadá          |
| LI      | 2006 | Split · ( Croacia)              | Jonas Høgh-Christensen Dinamarca | Emilios Papathanasíu · Grecia      | Edward Wright Reino Unido          |
| LII     | 2007 | Cascaes ( Portugal)             | Rafael Trujillo · España         | Pieter-Jan Postma · Países Bajos   | Gašper Vinčec Eslovenia            |
| LIII    | 2008 | Melbourne ( Australia)          | Ben Ainslie Reino Unido          | Daniel Slater Nueva Zelanda        | Jonas Høgh-Christensen Dinamarca   |
| LIV     | 2009 | Vallensbæk ( Dinamarca)         | Jonas Høgh-Christensen Dinamarca | Zachary Railey Estados Unidos      | Ivan Kljaković Gašpić · Croacia    |
| LV      | 2010 | San Francisco ( Estados Unidos) | Edward Wright Reino Unido        | Rafael Trujillo · España           | Giles Scott Reino Unido            |
| LVI     | 2011 | Perth ( Australia)              | Giles Scott Reino Unido          | Pieter-Jan Postma · Países Bajos   | Edward Wright Reino Unido          |
| LVII    | 2012 | Falmouth ( Reino Unido)         | Ben Ainslie Reino Unido          | Edward Wright Reino Unido          | Jonas Høgh-Christensen Dinamarca   |
| LVIII   | 2013 | Tallin ( Estonia)               | Jorge Zarif · Brasil             | Edward Wright Reino Unido          | Pieter-Jan Postma · Países Bajos   |
| LIX     | 2014 | Santander · ( España)           | Giles Scott Reino Unido          | Ivan Kljaković Gašpić · Croacia    | Edward Wright Reino Unido          |
| LX      | 2015 | Takapuna ( Nueva Zelanda)       | Giles Scott Reino Unido          | Jonathan Lobert Francia            | Vasilij Žbogar Eslovenia           |
| LXI     | 2016 | Gaeta · ( Italia)               | Giles Scott Reino Unido          | Jonas Høgh-Christensen Dinamarca   | Pieter-Jan Postma · Países Bajos   |
| LXII    | 2017 | Balatonföldvár · ( Hungría)     | Max Salminen · Suecia            | Jonathan Lobert Francia            | Nicholas Heiner · Países Bajos     |
| LXIII   | 2018 | Aarhus ( Dinamarca)             | Zsombor Berecz · Hungría         | Max Salminen · Suecia              | Pieter-Jan Postma · Países Bajos   |
| LXIV    | 2019 | Melbourne ( Australia)          | Josh Junior Nueva Zelanda        | Nicholas Heiner · Países Bajos     | Zsombor Berecz · Hungría           |
| –       | 2020 | El Arenal · ( España)           | Cancelado                        | Cancelado                          | Cancelado                          |
| LXV     | 2021 | Oporto ( Portugal)              | Andrew Maloney Nueva Zelanda     | Joan Cardona · España              | Josh Junior Nueva Zelanda          |
| LXVI    | 2022 | Malcesine · ( Italia)           | Pieter-Jan Postma · Países Bajos | Oskari Muhonen · Finlandia         | Domonkos Németh · Hungría          |
| LXVII   | 2023 | Miami ( Estados Unidos)         | Edward Wright Reino Unido        | Domonkos Németh · Hungría          | Miguel Fernández Vasco · España    |
| LXVIII  | 2024 | Aarhus ( Dinamarca)             | Oskari Muhonen · Finlandia       | Domonkos Németh · Hungría          | Alessandro Marega · Italia         |

1. 1 2 3 4 5  Celebrado en el Campeonato Mundial de Vela.

## Medallero histórico
- Actualizado a Aarhus 2024.

| Núm. | País           | Oro | Plata | Bronce | Total |
| ---- | -------------- | --- | ----- | ------ | ----- |
| 1    | Reino Unido    | 14  | 2     | 8      | 24    |
| 2    | Dinamarca      | 10  | 5     | 3      | 18    |
| 3    | Suecia         | 7   | 9     | 5      | 21    |
| 4    | Alemania       | 7   | 3     | 2      | 12    |
| 5    | Estados Unidos | 5   | 7     | 6      | 18    |
| 6    | Brasil         | 4   | 2     | 2      | 8     |
| 7    | España         | 3   | 5     | 3      | 11    |
| 8    | Bélgica        | 3   | 4     | 2      | 9     |
| 9    | Francia        | 3   | 2     | 5      | 10    |
| 10   | Canadá         | 2   | 4     | 6      | 12    |
| 11   | Polonia        | 2   | 4     | 1      | 7     |
| 12   | Nueva Zelanda  | 2   | 2     | 2      | 6     |
| 13   | Austria        | 2   | 1     | 1      | 4     |
| 14   | Países Bajos   | 1   | 5     | 7      | 13    |
| 15   | Hungría        | 1   | 2     | 2      | 5     |
| 16   | México         | 1   | 1     | 1      | 3     |
| 17   | Finlandia      | 1   | 1     | 0      | 2     |
| 18   | Grecia         | 0   | 2     | 3      | 5     |
| 19   | URSS           | 0   | 2     | 2      | 4     |
| 20   | Australia      | 0   | 2     | 1      | 3     |
| 21   | Italia         | 0   | 1     | 2      | 3     |
| 22   | Croacia        | 0   | 1     | 1      | 2     |
| 23   | Noruega        | 0   | 1     | 0      | 1     |
| 24   | Eslovenia      | 0   | 0     | 2      | 2     |
| 25   | Irlanda        | 0   | 0     | 1      | 1     |
|      | TOTAL          | 68  | 68    | 68     | 204   |

1. ↑  Incluye las medallas obtenidas por la RFA y la RDA entre 1949 y 1990.